# Некрополь Вознесенського Флорівського монастиря

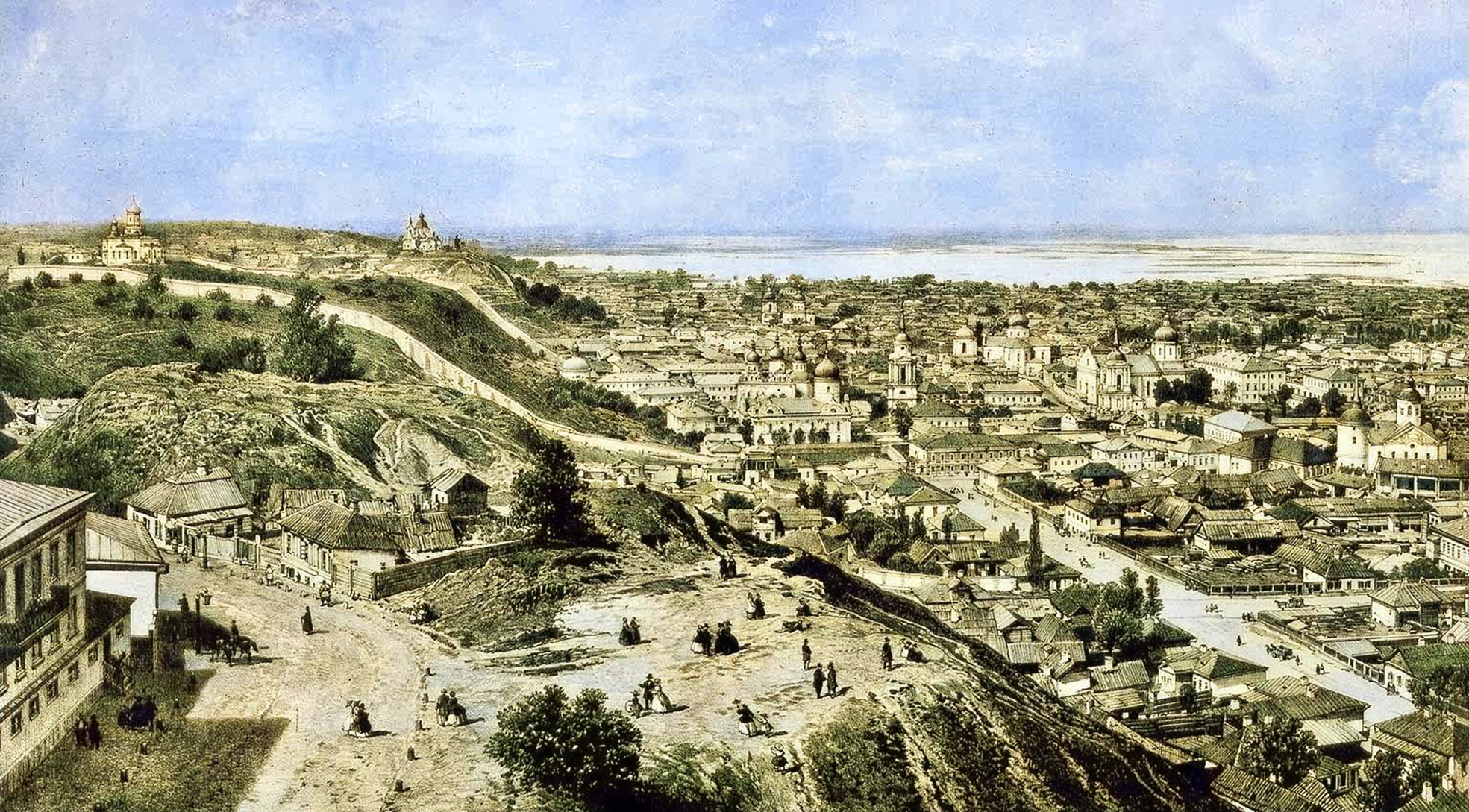
Флорівський цвинтар на Замковій горі у 1862 р. (ліворуч, огороджений стіною; у центрі гори Троїцька церква), праворуч під горою Флорівський монастир.

Некрополь Вознесенського Флорівського монастиря — місце поховання черниць Вознесенського Флорівського жіночого монастиря в м. Київ. Первісно поховання проводилися на території самого монастиря, у підніжжя Замкової гори, з 1840-х років біля церкви Казанської ікони Божої Матері виник невеликий почесний цвинтар, де, окрім, осіб духовного звання, ховали й видатних мирян, зокрема, благодійників і професорів Київської Духовної академії. Тоді ж, у 1840-х роках монастирський цвинтар облаштували на нещодавно придбаній ділянці Замкової гори — цей цвинтар відомий також під назвами Флорівський (Фролівський), Киселівський або цвинтар на Замковій горі.
На початку 1920-х років Флорівський цвинтар на Замковій горі закрили, хоча пізніше там зрідка відбувалися поховання. У 1960-х роках цвинтар остаточно знищили, деякі могили перенесли на Лук'янівське кладовище. Також на території Флорівського монастиря збереглися поодинокі поховання.

## Історія
Перші відомі поховання на території, де стоїть сучасний Флорівський монастир, здійснювалися на погості парафіяльної церкви святого Василія, яка розташовувалася північніше храмів монастиря. Це була невелика дерев'яна споруда, зведена за деякими джерелами на початку XVII століття гетьманом Петром Сагайдачним, за іншими — до 1566 року (можливо, це були дві різні церкви, або одну збудували на місці іншої). Вона згоріла у пожежі 1811 року та більше не відновлювалася, на згадку про неї у Флорівському монастирі встановили мурований пам'ятний стовп, який також не зберігся. Землі біля Василівської церкви монастирю не належали, тому в перші століття існування монастиря чорниць ховали біля монастирських будівель, або на погості у підніжжя Замкової гори на захід від церкви Флора і Лавра, або, за твердженням Л. Проценко, на кладовищі Кирилівського монастиря. Ігумень Флорівської обителі ховали навпроти дзвіниці або біля монастирських храмів, зокрема, зведеного у 1732 році Воскресенського собору. Черницю Нектарію (в миру — княгиню Наталію Борисівну Долгорукову, †1771) та її сина Дмитра Долгорукова (†1769) поховали в некрополі Києво-Печерської лаври. Перше документально зафіксоване поховання відбулося у 1771 році — біля вівтарної частини церкви Вознесіння поховали ігуменю Феодору (Сморжевську).
У 1787 році Кирилівський монастир перетворили на «інвалідний дім», тому поховання черниць Флорівського монастиря там припинили. У серпні 1796 року ігуменя Августа просила у Київської консисторії дозволу здійснювати поховання мешканок монастиря на Щекавицькому цвинтарі, проте дозвіл на це отримала тільки влітку 1798 року.
На початку XIX століття монастир отримав у користування косогір на Замковій горі, а 1822 року просив про виділення йому земель на вершині гори для облаштування монастирського цвинтаря. Втім, тоді через негативний висновок старшого поліцеймейстера та архітектора, міська влада у проханні відмовила.

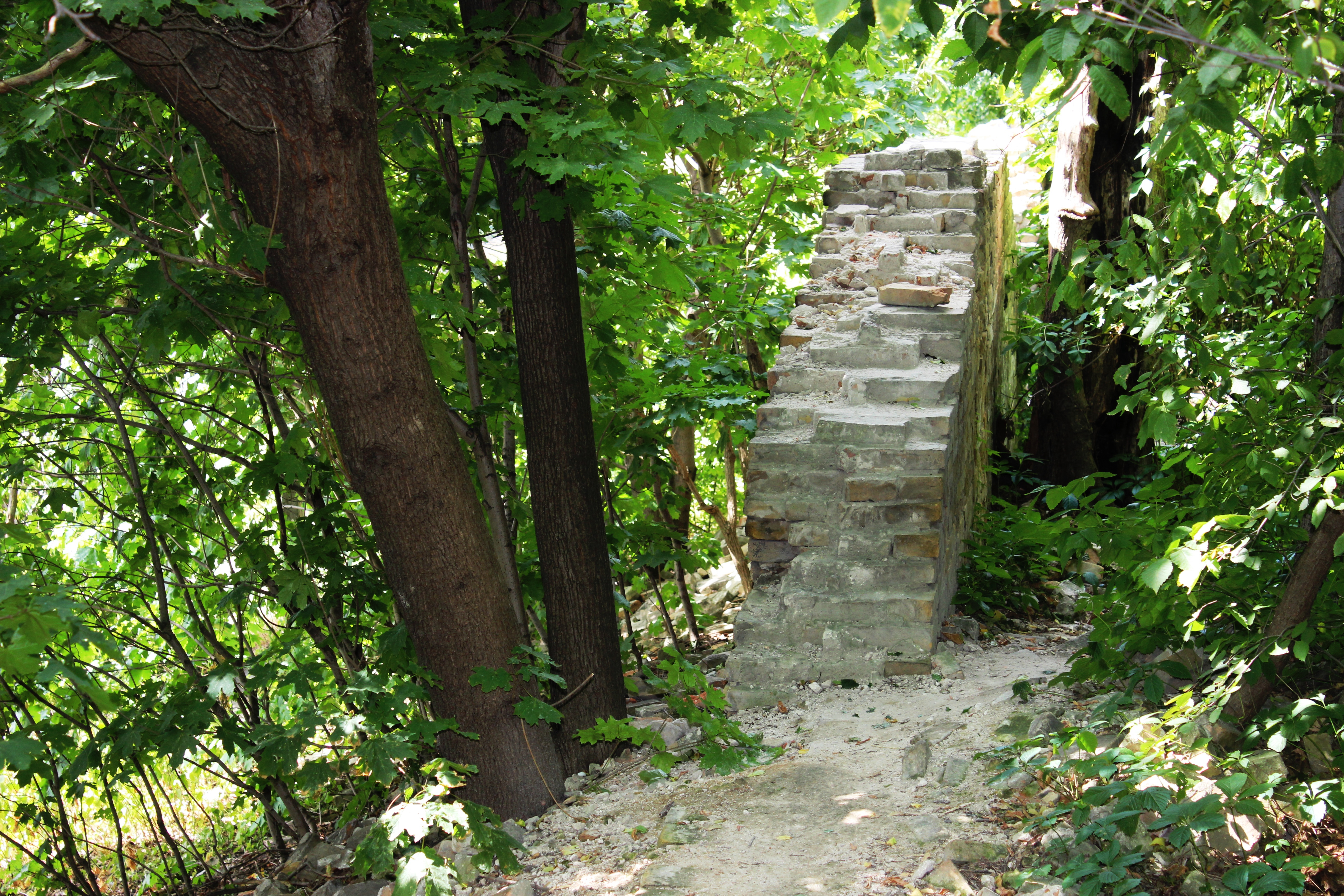
Руїни цвинтарної стіни на Замковій горі

Восени 1833 року ігуменя Смарагда звернулася до київського генерал-губернатора В. В. Левашова із повторним проханням виділити обителі територію на Замковій горі, мотивуючи своє прохання тим, що ця земля не використовується і для міста лишається непотрібною. Наступного, 1834 року міський архітектор Станзані за дорученням Левашова обстежив Замкову гору та підтвердив, що схил гори дуже крутий і будувати там житлові будинки неможливо. Однак Київська міська комісія на чолі з війтом Г. І. Киселевським була протилежної думки та вважала, що на території, на яку претендує Флорівський монастир, можуть оселитися близько десяти осіб з найбідніших верств населення. Зрештою, сторони дійшли до певного консенсусу: 2 серпня 1834 року монастир за 450 руб. 4 коп. викупив у міста ділянку площею 3606 квадратних сажнів. Поховання черниць на Киселівці почалися у 1840 році, проте лише у виняткових випадках, адже круті схили гори і відсутність зручного в'їзду на неї значно ускладнювали процедуру поховання, переважну більшість черниць ховали на Щекавиці. Пізніше, у 1856 році генерал-губернатор дозволив монастирю обнести цю територію кам'яною огорожею. У 1854—1857 роках на вершині Замкової гори за проєктом архітектора Павла Спарро побудували кладовищенську церкву Святої Трійці, у 1858—1859 роках до неї проклали в'їзний шлях від монастиря, тому вже 1859 року черниць ховати на Щекавицькому цвинтарі припинили , натомість цвинтар на Киселівці став офіційним і основним місцем поховання мешканок Флорівського монастиря.
З 1860-х років на цвинтарі, що отримав назву Флорівський (або верхній Флорівський, на противагу похованням у самому монастирі), почали ховати також представників білого духовенства, а з кінця того ж десятиліття — і заможних мирян — благодійників монастиря або мешканців Подолу та Гончарів-Кожум'як. Поховання в некрополі Флорівського монастиря були небезплатні, монастир брав певну плату в залежності від місця поховання. Це приносило обителі певний дохід, так у 1895 році обитель отримала 30 тис. рублів, а в 1918 році — 75 370 руб, що склало більшу частину доходів обителі.
Флорівський цвинтар мав вельми почесний статус, тут ховали військових діячів, князів, професорів та інших видатних киян. Станом на 1929 рік тут було кілька сотень поховань, площа цвинтаря складала 2,5 га. У 1917 році на Флорівському кладовищі поховали 16 вояків 1-го Українського полку ім. Богдана Хмельницького, що перейшли на бік Центральної ради та загинули у сутичках з військами російського Тимчасового уряду. У серпні 1919 року на південному схилі Флорівської гори поховали у братській могилі вояків армії УНР, загиблих у боях з Добровольчою армією за Київ. На могилі стояв великий дерев'яний хрест, знищений після 1930-х років і відновлений у 1998 році.

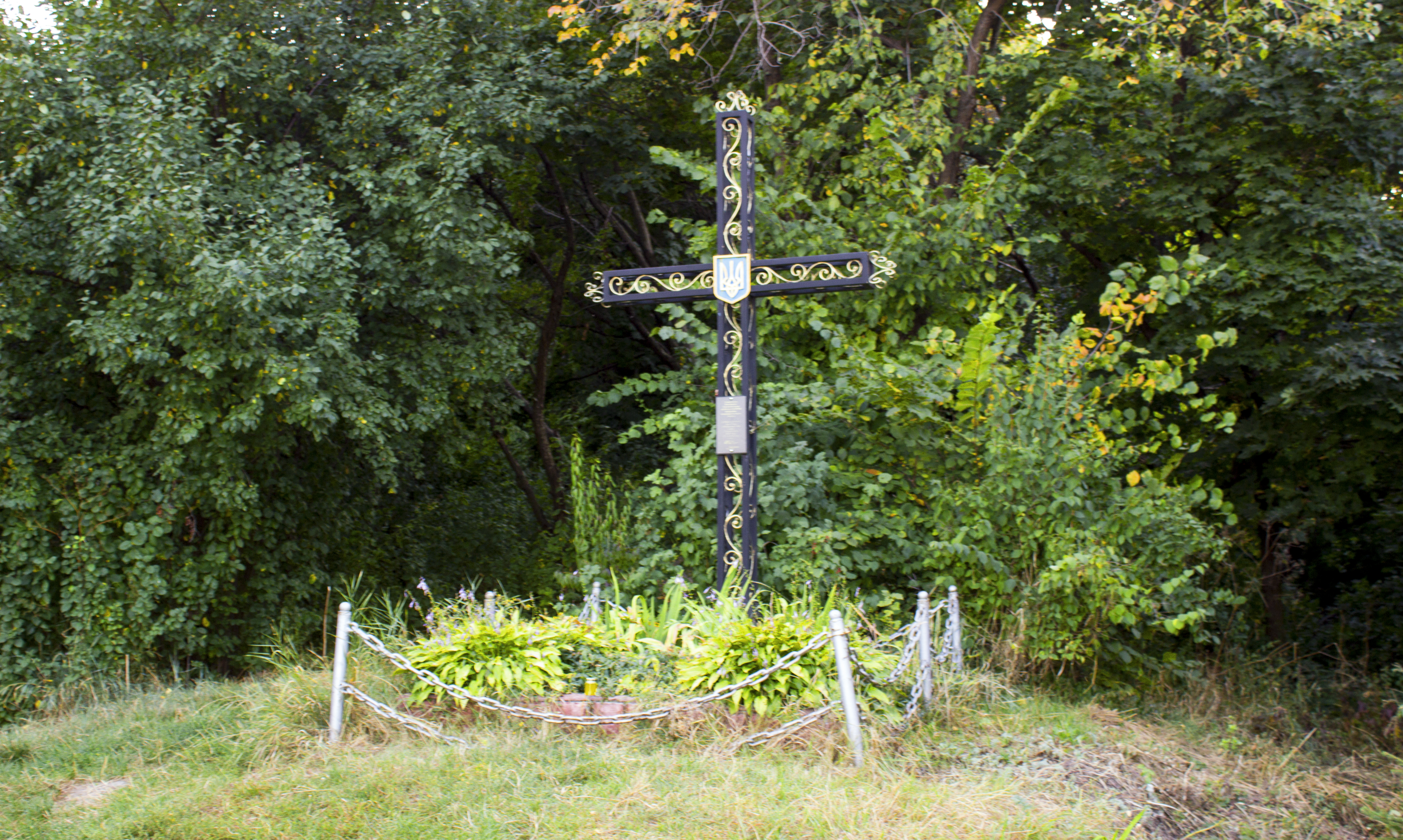
Братська могила козаків Богданівського полку УНР

У самому монастирі, біля зведеної у 1841—1844 роках церкви Казанської ікони Божої Матері утворилося невелике почесне кладовище для ігумень та мирян, зокрема, професорів Київської духовної академії. До 1918 року воно розширилося на схід від церкви.
За радянських часів Флорівський монастир став занепадати, його закрили, а споруди передали під робітниче містечко металістів. У 1920-х роках закрили цвинтар на Флорівській горі, хоча поодинокі поховання там продовжувалися і пізніше, у 1927 році закрили, а в 1938 році розібрали кладовищенську Троїцьку церкву. На місці Флорівського цвинтаря за Генеральним планом Києва мали створити великий парковий комплекс, проте цей проєкт так і не був реалізований, замість того в 1943 році на горі влаштували військовий об'єкт, так звану «глушилку» (радіостанцію, що глушила трансляцію закордонних радіостанцій), чим остаточно знищили монастирський цвинтар. Деякі поховання родичі померлих перенесли на Лук'янівське кладовище, втім, переважна більшість могил після 1960-х років (а особливо у 1990-х роках) були зруйновані. Некрополь біля церкви Казанської ікони Божої Матері також зруйнували за радянської влади, коли передали церковне приміщення виробничому пошивному об'єднанню «Юність».
За Незалежної України Флорівському монастирю виділена для поховань ділянка на Лісовому кладовищі Києва.

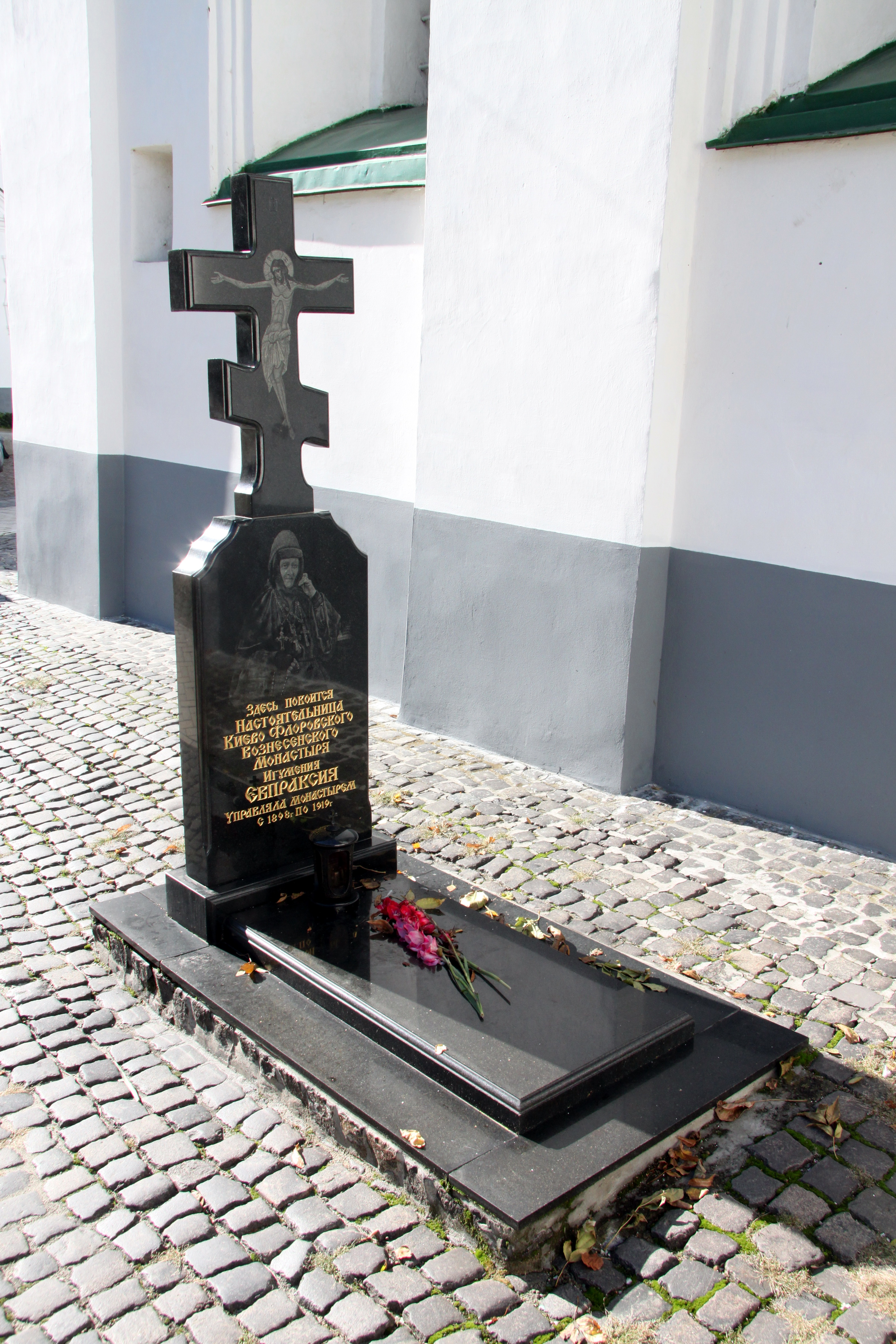
Могила ігумені Євпраксії на території Флорівського монастиря

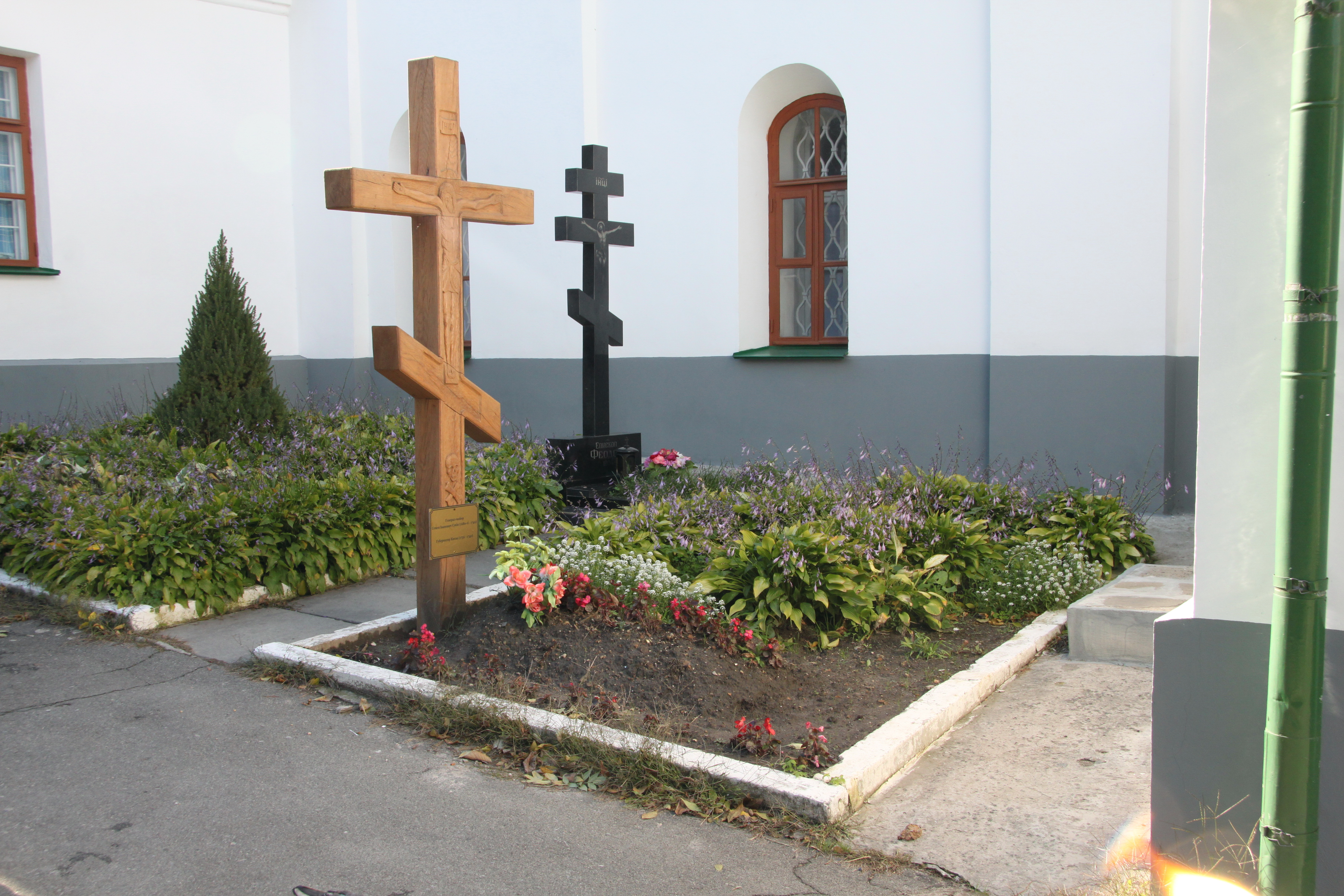
Інші могили на території Флорівського монастиря

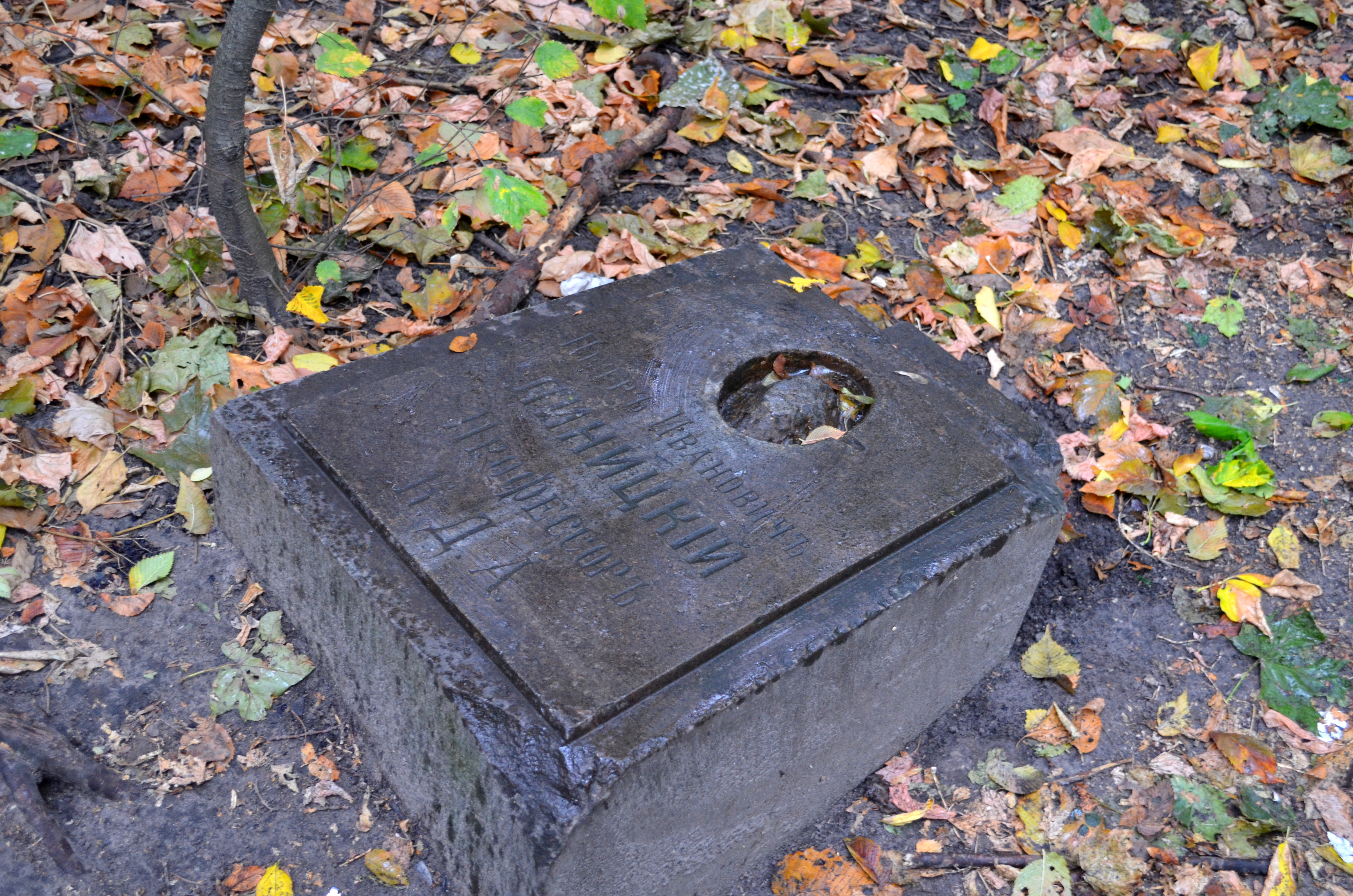
надгробок Петра Ліницького на Замковій горі

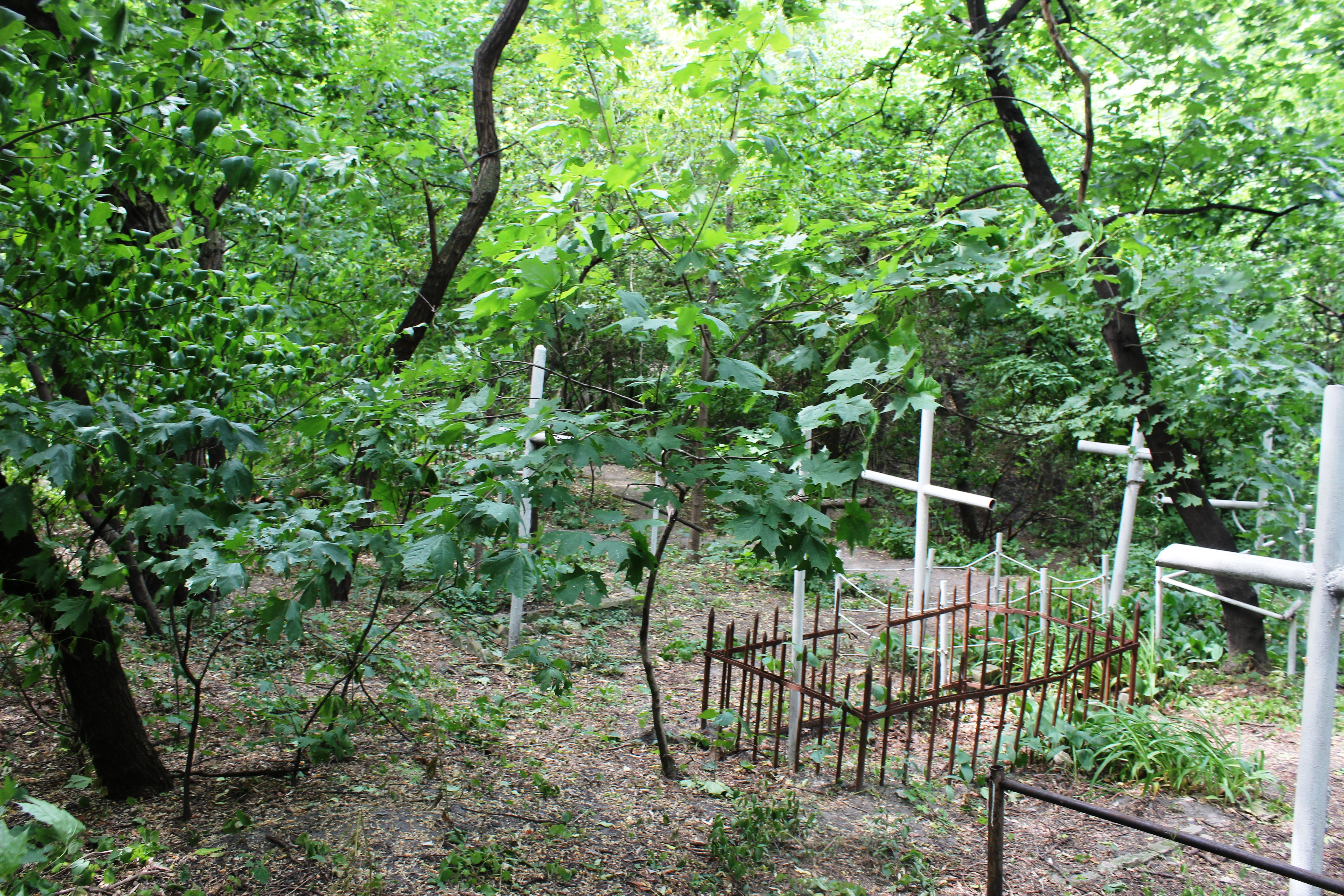
Поховання на Замковій горі

## Поховання Флорівського некрополя
жирним курсивом виділені поховання, що збереглися
біля Вознесенського собору
- ігуменя Августа (Апраксіна, †1804) — з південно-західного боку[6]
- ігуменя Євпраксія (†1919) — з південного боку
- ігуменя Калісфена (Милославська, †1785) — з південно-західного боку[6]
- ігуменя Пульхерія (Шаховська, †1812) — з південно-східного боку[6]
- ігуменя Феодора (Сморжевська, †1771) — біля вівтарної частини[6]

біля церкви Воскресіння Христового
- черниця Олена (Бахтєєва Катерина Олексіївна, 1756—1834) — на схід від церкви[6]

біля церкви Казанської ікони Божої Матері
- Єпіфанов Іван Матвійович (1836—1898), полковник[13]
- Ігнатович Іоаким Тимофійович (1784—1881), соборний протоієрей Фролівського монастиря — похований біля північної стіни[6][12]
- Лашкарів (Лашкарьов) Петро Олександрович (1834—1899), професор[15]
- Маккавейський Нікола Корнилович (1869—1919), професор[15]
- князь Мещерський Сергій Іванович (1798—1870) — біля північної стіни[15][13][12]
- Олесницький Яким Олексійович (1842—1907), професор Київської Духовної академії — похований за вівтарною стіною[15][18][19]
- ігуменя Парфенія (Адабаш Аполлінарія Олександрівна) — біля північної стіни[6][13][20]
- Певницький Василь Федорович (1832—1911), професор Київської Духовної академії[15][18] (за Л. Проценко похований на верхньому кладовищі[21])
- Петров Микола Іванович, професор Київської духовної академії[13][19]
- ігуменя Серафима (Вонлярляревська Серафима-Олександра Василівна, 1808—1853) — похована біля південної стіни[6]
- Соловйов Георгій (†1893), протоієрей, член київської духовної консисторії[22]
- Хомяков Василій Іванович — похований з південного боку церкви[15][12]
- князь Ширинський-Шихматов Іван Дмитрович (1832—1876) — похований біля північної стіни[15][13][12]
- Штрогофер Олексій, професор[12]
- ігуменя Ювеналія (Михайлович Іувеналія Петрівна, бл. 1773—1848) — похована біля південної стіни[6]
- Юзефович Микола Лук'янович (1830—1897), полковник[13]

біля церкви Флора і Лавра
- черниця Агнія (†1842), мати ігумені Смарагди (Набокової) — похована у східної стіни, біля доньки[6]
- послушниця Амосова Наталя Олексіївна (1769—1839) — похована біля східної стіни[6]
- ігуменя Смарагда (Набокова Варвара Андріївна, 1784—1834) — похована біля східної стіни[6]
- ігуменя Смарагда (Норова) — похована біля східної стіни[6]
- єпископ Новозибківський Федір (Власов, †1924) — похований біля південного боку[6]

на Замковій горі
- ігуменя Агнія (Анна Гриндлінг, 1801—1865) — з північного боку Троїцької церкви[15]
- Алексєєв П. П., професор-хімік[1]
- Афанасьєв Григорій Григорович (1810—1872), полковник[18]
- Баранов Микола Григорович (1825—1902), полковник[18]
- князь Баратов Олексій Григорович (1817—1873)[23][12]
- Голубєв Степан Тимофійович (1848—1920)[15]
- Глушко Іван Романович (1812—1884), генерал-майор[23]
- Жмакін В., інженер-винахідник[1]
- Іванишев Микола Дмитрович (1811—1874), ректор Київського університету[15][12]
- Ключарєв Олексій, таємний радник[12]
- Ліницький Петро Іванович (1839—1906), професор Київської Духовної академії[15][18][24]
- кафедральний протоієрей Марковський Петро Леонтійович (1811—1897)[15][24]
- Новицький Орест Маркович (1806—1884), професор[15][12]
- Онацька Надія Даміанівна, письменниця (1892—1919)[15][19]
- Чеснок Микола Іванович (1796—1871), інженер-полковник[18], в чернецтві — Миколай[12]

точне місце поховання не встановлене
- Бобровницький Іван Матвійович (1811—1885), професор Київської духовної академії[20]
- Богородицький Іоанн Георгійович (1850—1918), протоієрей подільської Іллінської церкви[20]
- Дейша Софія Устимівна (1848—1904), сестра дружини Михайла Коцюбинського[21]

## Додатково
- При ритті могил на Замковій горі часто знаходили уламки шиферу і цегли давньоруського періоду, металеві та скляні прикраси, дротики, ножі, наконечники стріл, одного разу знайшли скарб — тисячу срібних монет часів Петра I[25].
- Біля південної стіни кладовищенської Троїцької церкви стояв на чавунному п'єдесталі у вигляді гори 11-аршинний чавунний хрест із написом «Василій Іванович Хом'яков»[15]. Так звали киянина, який дуже любив Флорівський монастир, жертвував на нього кошти і за заповітом наказав встановити цей меморіальний хрест, аби привернути увагу киян та прочан до обителі[15]. Сам Хом'яков був похований не під цим хрестом, а на нижньому цвинтарі, біля церкви Казанської ікони Божої Матері.